# Wolęcin (województwo kujawsko-pomorskie)
Wolęcin – wieś w Polsce położona w województwie kujawsko-pomorskim, w powiecie lipnowskim, w gminie Kikół.

## Podział administracyjny
W latach 1975–1998 miejscowość należała administracyjnie do województwa włocławskiego.

## Demografia
Według Narodowego Spisu Powszechnego (III 2011 r.) wieś liczyła 228 mieszkańców. Jest trzynastą co do wielkości miejscowością gminy Kikół.